# Higashikagawa
Higashikagawa (jap. 東かがわ市 Higashikagawa-shi) – miasto portowe w Japonii, w prefekturze Kagawa, na wyspie Sikoku.
Miasto zostało założone 1 kwietnia 2003 roku przez połączenie trzech miast ze wschodniej części byłego powiatu Ōkawa: Hiketa, Ōchi i Shirotori. W wyniku powstawania miasta Higashikagawa powiat Ōkawa został rozwiązany.

## Populacja
Zmiany w populacji Higashikagawa w latach 1970–2015:
| Rok  | Populacja |
| ---- | --------- |
| 1970 | 42 572    |
| 1975 | 43 049    |
| 1980 | 43 110    |
| 1985 | 42 446    |
| 1990 | 40 875    |
| 1995 | 39 226    |
| 2000 | 37 760    |
| 2005 | 35 929    |
| 2010 | 33 625    |
| 2015 | 31 046    |